# Euphyia margaritata
Euphyia margaritata là một loài bướm đêm trong họ Geometridae.